# Erythrina santamartensis
Erythrina santamartensis är en ärtväxtart som beskrevs av Krukoff och Rupert Charles Barneby. Erythrina santamartensis ingår i släktet Erythrina och familjen ärtväxter. Inga underarter finns listade i Catalogue of Life.